# Los Palmitos
Los Palmitos – miasto w Kolumbii, w departamencie Sucre.